# N'Dambi
Chonita Nicole Gillespie, conocida artísticamente como N'Dambi (Dallas, 1969), es una cantante estadounidense de neo soul.
Su verdadero nombre es Chonita Gillespie, Gilbert es el apellido de su exmarido.Es la novena de once hijos, cuyo padre era un ministro bautista, misionero y cantante de gospel. Comenzó a cantar profesionalmente con Gaye Arbuckle, una cantante de gospel local, que estuvo de gira con Arbuckle durante dos años (de 18 a 20 años).
Cursó estudios de Inglés en la universidad hasta 1994. Después colaboró como corista con una amiga de ella: Erykah Badu. Gilbert, entonces Chonita N'Dambi Gilbert, cantaba, con YahZarah, los coros en los álbumes Baduizm y Live. En 1999, 2005 y 2005 ella lanza en sellos independientes tres discos. El cuarto, llamado Pink Elephant, fue lanzado por Stax.
N'dambi significaría "bellísima". Es ella quien aparece en la tapa del libro Beautiful: Nudes del fotógrafo norteamericano Marc Baptiste.
Ha colaborado con artistas como Keite Young, Down to the Bone, Lecrae y The D.O.C. También ha trabajado con Jessie J, Ariana Grande, Nicholas Payton, DJ Kemit y en el álbum Family Dinner – Volume 1 de Snarky Puppy editado en 2013. Su aporte en ese álbum le valió un Premio SESAC a la Mejor Interpretación de Jazz.

## Discografía
- 1999 Little Lost Girls Blues
- 2001 Tunin' Up & Cosignin'
- 2005 A Weird Kinda Wonderful
- 2009 Pink Elephant [Stax]